# Sambuci
Sambuci è un comune italiano di 823 abitanti della città metropolitana di Roma Capitale nel Lazio. Dal 2001 fa parte dell'Unione dei comuni Valle del Giovenzano.

## Geografia fisica

### Territorio
Sambuci sorge a 434 metri sul livello del mare, all'interno del territorio dei monti Prenestini.

### Clima
- Classificazione climatica: zona D, 2114 GR/G

## Storia
L'origine del nome, secondo notizie storiche ben accertate, pare che derivi dalla pianta di sambuco. La prima volta che viene menzionato è in un documento dell'857-858.
Nel Medioevo risulta feudo di molte signorie:
- dapprima dell'Abbazia di Subiaco
- convento dei Santi Cosma e Damiano di San Cosimato
- Antiochia
- di nuovo i monaci dell'Abbazia di Subiaco

Tra i secc. XII e XIII il paese fu attraversato dagli eserciti di Federico Barbarossa, Corrado d'Antiochia, e Tivoli. Nel 1943-'44 i nazisti si nascosero nei giardini del castello.

## Monumenti e luoghi d'interesse

### Architetture religiose
- La chiesa della Madonna delle Grazie;
- L'ex convento dei Francescani;
- La chiesa di Santa Croce;
- La chiesa di San Pietro.

### Architetture militari
Il castello Theodoli ha la forma di un quadrilatero con torri laterali. Dal Duecento al Seicento più volte sottoposto a restauri. Tre dei quattro lati del castello sono attaccati alle case del paese, mentre sul lato restante vi è un parco. La loggia è impreziosita da volute barocche e contrafforti. 

Alcune sale hanno degli affreschi, tra cui: "La Gerusalemme Liberata" di P. T. Salone (1641), mentre nella sala dei Ciclopi vi sono degli affreschi di G. A. Canini. In alcune delle sale del castello si tengono dei convegni. Il parco del castello misura 55000 metri².

### Borgo di Sambuci
Il borgo di Sambuci, voluto dalla famiglia Astalli è interamente incluso nelle mura da cui si accede da due porte ed è attraversato interamente dalla Via Girolamo Theodoli e come si può notare presso i civici n°. 15 e 17 la via era anticamente affrescata, inoltre in questa via si notano i vari edifici di epoche diverse.

La via principale (Via Theodoli) sfocia in Piazza Roma, la piazza centrale del paese e nel lato opposto si trovano 2 torri cilindriche e dove, su un portale presso la torre di sinistra ancora oggi si legge la scritta Nec petas turpia rogatus nec facies (traduzione dal latino: "non desiderare cose indegne e non farle anche se sei spinto a farle").

Questa frase, secondo una leggenda popolare e da ascrivere all'esilio a Sambuci di Camillo Astalli mentre un'altra diceria consiglierebbe semplicemente agli uomini come comportarsi verso le donne.

### Aree naturali
- Il Parco dei Monti Ruffi

## Società

### Evoluzione demografica
Abitanti censiti

### Tradizioni e folclore
- Corpus Domini (con infiorata)
- 8 settembre Festa di Santa Maria Bambina
- ottobre, festa patronale di San Celso.

## Infrastrutture e trasporti

### Strade
Sambuci è collegata a Ciciliano con la strada provinciale SP 41/a1, ed a Cerreto con la strada provinciale SP 42/a.

### Ferrovie
La stazione più vicina è quella di Valle dell'Aniene-Mandela-Sambuci sulla Ferrovia Roma-Pescara, posizionata nel territorio comunale di Vicovaro.

## Amministrazione

### Altre informazioni amministrative
- Fa parte della Comunità montana dell'Aniene